# Chromatium
I Chromatium sono dei batteri Gram-negativi che vivono in acqua. Si tratta di un genere che fa parte della famiglia Chromatiaceae. 
Una specie particolare che fa parte del genere Chromatium è il Chromatium okenii. Gli organismi appartenenti a questa specie sono conosciuti con il nome di batteri porpora sulfurei. Il Chromatium okenii ha un diametro di 5-8 µm e una lunghezza di circa 20 µm. Si tratta di organismi fotoautotrofi che vivono in ambiente anossico.

## Habitat e Fisiologia delChromatium okenii
il Chromatium okenii (C. okenii) è un organismo che necessita di condizioni ambientali ben specifiche. Un posto in cui è possibile trovarlo è il Lago di Cadagno (Ticino, Svizzera), il quale presenta una struttura che difficilmente si può trovare in altri laghi. La diversa concentrazione di sali minerali nella parte alta e bassa del lago è alla base della sua stratificazione in lago superiore e lago inferiore. Tra il lago superiore e il lago inferiore troviamo una fascia composta da Chromatium okenii. Questa sale e scende a seconda dell'irraggiamento solare. La parte superiore del lago presenta il solito ambiente tipico di un lago, ma la parte inferiore ha un ambiente molto simile a quello che vi era prima che comparisse la vita. Nella parte inferiore infatti ritroviamo dei batteri anaerobici decompositori zolforiducenti. La fascia di batteri porpora sulfurei è situata circa tra i 12-14 metri di profondità, il lago arriva ad un punto massimo di profondità di 21 metri. La fascia si trova là dove sono presenti le condizioni ideali per questi batteri: bassa concentrazione di ossigeno, e presenza dell'acido solfidrico (H2S) il quale è coinvolto nella loro fotosintesi anaerobica. Essi sono infatti dei batteri facoltativi anaerobi anche se, a dire il vero, sono molto sensibili all'O2. 
Fotosintesi anaerobica fatta dai batteri di questa specie è riassunta nella seguente equazione chimica: 
6CO2 + 12H2S  → 12S + C6H12O6 +6H2O

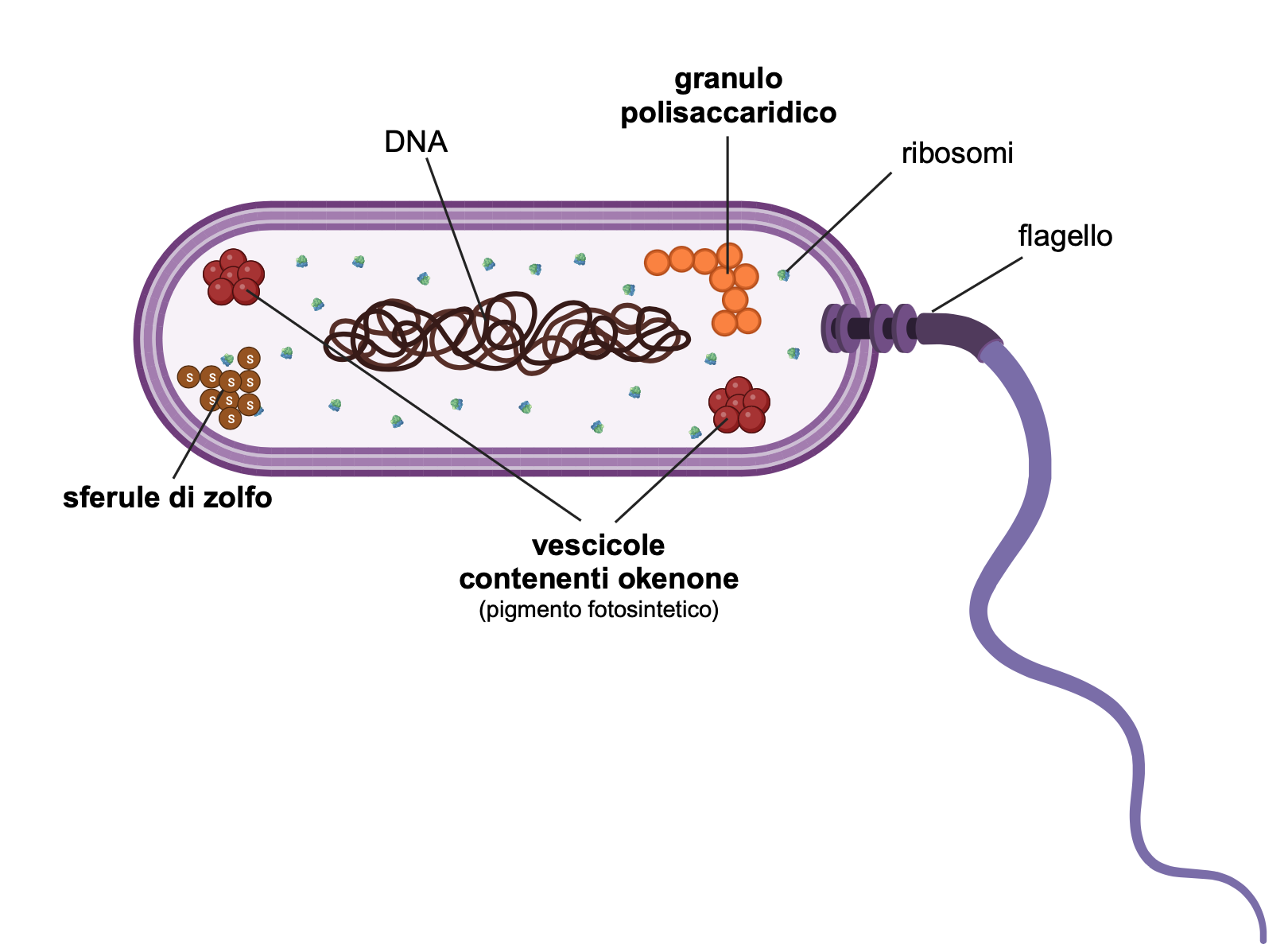
Struttura Chromatium okenii

Questi organismi si sono adattati in modo da riuscire a vivere in un habitat con altri organismi fotoautotrofi con i quali si trovano in competizione per la luce. La competizione con alghe unicellulari e altri batteri autotrofi è molto alta in superficie. Il Chromatium okenii si è pertanto adattato a sfruttare l'energia elettromagnetica della luce inutilizzata dagli altri attori presenti nell'ecosistema, posizionandosi così a 12-14 metri di profondità. Questi batteri porpora sulfurei si situano a quelle profondità anche perché è da lì in poi che si inizia a trovare l'acido solfidrico. Le molecole di zolfo prodotte dalla fotosintesi anaerobica del C. okenii vengono in parte immagazzinate in delle sferule intracellulari dagli stessi batteri, in parte invece vengono rilasciate nell'ambiente. Nel contesto del ciclo dello zolfo, questo zolfo rilasciato viene ossidato da altri organismi a SO42- (lo ione solfato viene poi assorbito da altri organismi come piante o batteri, da cui ne ricavano aminoacidi e altri metaboliti secondari).
Come fanno questi batteri fotoautotrofi anaerobici a catturare l'energia luminosa restante? Essi hanno sviluppato nel corso dell'evoluzione un pigmento rossastro chiamato Okenone (carotenoide) il quale è in grado di assorbire le lunghezze d'onda che vanno da 550 a 500 nm (corrispondenti al blu-verde della luce del visibile), usate come fonte di energia per fare la fotosintesi aerobica. 

## Struttura delChromatium okenii
Facendo parte del regno dei Procarioti presenta delle strutture obbligate. Oltre a queste ci sono: 
- I Flagelli (generalmente sono tre, sono un mezzo di locomozione)
- Il Cromatoforo (ammasso di vescicole) contenente il pigmento Okenone
- Sferule contenenti zolfo ( è lo stesso zolfo liberato della reazione di fotosintesi anaerobica)
- Granulo polisaccaridico